# Willy Rahmel
Willy Rahmel (* 28. Dezember 1882 in Groß Jenznick, Kreis Schlochau; † 1971) war ein deutscher Staatsanwalt.

## Leben
Willy Rahmel war ein Sohn eines Landwirtes, studierte Jura und schloss 1913 seine Examen nur mit den Noten ausreichend ab.
Anschließend kämpfte er im Ersten Weltkrieg. Hier wurde er bis zum Hauptmann der Reserve befördert und erhielt das Eiserne Kreuz I. Klasse verliehen.
Ab 1920 war er als Hilfsarbeiter bei der Staatsanwaltschaft Schneidemühl. In Schneidemühl wurde er im Oktober 1921 Staatsanwaltschaftsrat am Landgericht. 1926 ging er als Erster Staatsanwalt an das Oberlandesgericht Marienwerder und wechselte 1934 mit dem Titel als Oberstaatsanwalt an das Landgericht Görlitz. Rahmel war zum 1. Mai 1933 der NSDAP beigetreten (Mitgliedsnummer 3.074.777). Später wurde er auch Mitglied im Bund Nationalsozialistischer Deutscher Juristen. Als Oberstaatsanwalt kam er 1936 nach Magdeburg, wo er in der Hohepfortestraße 44 in Alte Neustadt lebte.
Aus Magdeburg wechselte er im Juni 1942 als Nachfolger von dem in Russland gefallenen Heinrich Müller als Generalstaatsanwalt nach Braunschweig. Bis 1. August 1944 war er Generalstaatsanwalt in Braunschweig und wurde dann von Werner Meißner abgelöst. Auf Wunsch des Reichsjustizministers wechselte Rahmel im November 1943 als Generalstaatsanwalt nach Köln und löste hier Paul Windhausen ab. Bis Kriegsende blieb Rahmel Generalstaatsanwalt in Köln.  In Köln war er zugleich Kommissar der Staatsanwaltschaft beim Chef der Zivilverwaltung in Luxemburg, Gustav Simon.
Als Generalstaatsanwalt war er bei Sondergerichten, welche auch für Todesurteile verantwortlich war, aktiv. So „gewährte“ Rahmel, nachdem er ihnen persönlich das Todesurteil mitgeteilt hatte, sieben zum Tode verurteilten französischen Offizieren ohne Fesseln und Augenbinde erschossen zu werden. Am 25. Juli 1945 wurde Rahmel von den Alliierten festgenommen und in Luxemburg für seine Tätigkeit als Generalstaatsanwalt in Köln vor Gericht gestellt. Er wurde aber am 26. Juni 1949 freigesprochen.
Nach dem Krieg lebte er als Pensionär in Wiesbaden und erhielt Versorgungsbezüge von der Oberjustizkasse Köln. Ende 1962 wurde er durch einen Untersuchungsrichter des Landgerichts Frankfurt im Rahmen von Ermittlungsverfahren gegen ehemalige NS-Richter befragt, aber auch hier nicht weiter belangt.